# Condado de Jackson (Míchigan)
El condado de Jackson es uno de los 88 condados del estado estadounidense de Míchigan. La sede del condado y su mayor ciudad es Jackson. El condado posee un área de 1.845 km² (los cuales 44 km² están cubiertos de agua), una población de 158.422 habitantes, y la densidad de población es de 87 hab/km² (según censo nacional de 2000).

## Lugares

### Ciudades
- Jackson

### Villas
- Brooklyn
- Cement City (parcial)
- Concord
- Grass Lake
- Hanover
- Parma
- Springport

### Lugar designado por el censo
- Míchigan Center
- Napoleon
- Spring Arbor
- Vandercook Lake
- Vineyard Lake

### Áreas no incorporadas
- Horton
- Leoni
- Liberty
- Munith
- Norvell
- Pleasant Lake
- Pulaski
- Rives Junction
- Tompkins Center

### Municipios
| - Municipio de Blackman Charter - Municipio de Columbia - Municipio de Concord - Municipio de Grass Lake Charter - Municipio de Hanover | - Municipio de Henrietta - Municipio de Leoni - Municipio de Liberty - Municipio de Napoleon - Municipio de Norvell | - Municipio de Parma - Municipio de Pulaski - Municipio de Rives - Municipio de Sandstone Charter - Municipio de Spring Arbor | - Municipio de Springport - Municipio de Summit - Municipio de Tompkins - Municipio de Waterloo |